# Горно Оризари (община Битоля)
Вижте пояснителната страница за други значения на Горно Оризари.
Горно Оризари (на македонска литературна норма: Горно Оризари) е село в община Битоля на Северна Македония.

## География
Селото се намира в областта Пелагония, непосредствено северизточно от Битоля. Близостта до Битоля прави селото на практика квартал на общинския център.

## История
В ΧΙΧ век Горно Оризари е село в Битолска кааза на Османската империя. Според статистиката на Васил Кънчов („Македония. Етнография и статистика“) от 1900 година Оризари Горно има 236 жители, всички българи християни.
На Етнографската карта на Битолския вилает на Картографския институт в София от 1901 година Горно Оризари е чисто българско село в Битолската каза на Битолския санджак с 36 къщи.
Цялото население на селото е под върховенството на Българската екзархия. По данни на секретаря на екзархията Димитър Мишев („La Macédoine et sa Population Chrétienne“) в 1905 година в Горно Оризари има 216 българи екзархисти.
По време на българското управление на Вардарска Македония през Първата световна война Горно-оризари е част от Кукуречанска община в Битолска селска околия и има 278 жители.
В 1961 година селото има 31 жители. След, което много бързо започва да се увеличава, независимо, че има имиграция към Европа и презокеанските земи – САЩ, Канада и Австралия.
Според преброяването от 2002 година селото има 2454 жители самоопределили се както следва:
| Националност     | Всичко |
| северномакедонци | 2431   |
| албанци          | 0      |
| турци            | 0      |
| роми             | 13     |
| власи            | 1      |
| сърби            | 3      |
| бошняци          | 0      |
| други            | 6      |

В 2008 година жителите на селото стават 6100. В селото има малка църква „Света Петка“.

## Личности
Родени в Горно Оризари
- Ангел Христов (1870 - след 1943), български революционер, македоно-одрински опълченец

Починали в Горно Оризари
- Васил Липитков (1862 - 1928), български революционер, войвода на ВМОРО, македоно-одрински опълченец, четата на Пандо Шишков[7]